# Condado de Chaves
O Condado de Chaves é um dos 33 condados do Estado americano do Novo México. A sede do condado é Roswell, e sua maior cidade é Roswell. O condado possui uma área de 15 734 km² (dos quais 11 km² estão cobertos por água), uma população de 61 382 habitantes, e uma densidade populacional de 4 hab/km² (segundo o censo nacional de 2000). O condado foi fundado em 1889.